# Atrium förlag
Atrium förlag är ett svenskt förlag som specialiserat sig på dramatik, film- och barnlitteratur. Sedan starten 2006 har de gett ut mer än 80 titlar.
Bland författare vars böcker förlaget gett ut kan nämnas William Shakespeare, Tennessee Williams, Aleksandr Pusjkin, Jean Cocteau, Elfriede Jelinek, Hjalmar Bergman, Hjalmar Söderberg, Victoria Benedictsson, Alfhild Agrell, Andrej Tarkovskij, Michael Haneke, Lukas Moodysson, Erland Josephson, Sonya Hartnett, Jenny Valentine, E.B. White, Catharine Trotter, Hélène Cixous, Frida Åslund, Helena Nyblom och Anna Wahlenberg.